# Chiesa di San Pietro (Châteauneuf-sur-Charente)
La chiesa di San Pietro è la chiesa parrocchiale di Châteauneuf-sur-Charente, nel dipartimento della Charente.

## Descrizione
Essa è notevole per le sue statue e in particolare per quella del cavaliere sul frontespizio, che rappresenta il primo Imperatore romano cristiano, Costantino I, che cancella il paganesimo. Questa statua simbolizza la vittoria del cristianesimo sul paganesimo, materializzata con l'erezione della chiesa, poiché essa fu costruita su un luogo di culto pagano.
La facciata è alta 24 metri, divisa in tre parti verticali e tre orizzontali. È considerata una delle più belle facciate della Charente. Dal 1846 al 1860 l'architetto Paul Abadie intraprese il restauro della chiesa.
Le rimarchevoli bandelle del portale come le opere in ferro battuto delle due porte vetrate che danno accesso alla chiesa sono state realizzate nel 1851 dal fabbro artistico Pierre Boulanger.
La chiesa è in parte romanica (XII secolo) e in parte gotica (XV secolo), con un campanile gotico.
La chiesa contiene un divertente dettaglio, una chiocciola scolpita in altorilievo all'estremità dell'altare. La chiocciola piccola grigia è un simbolo della Charente, che si suppone rappresenti il carattere degli abitanti, discreti, pacifici, poco inclini a eccitarsi, un po' casalinghi e mostra il loro attaccamento a quest'animale, da un punto di vista culinario. I castelnovesi amano mostrare questa chiocciola agli ospiti. La sua ricerca occupa i bambini quando visitano per la prima volta il monumento.
La chiesa di San Pietro è un antico priorato benedettino dell'Abbazia Saint-Étienne di Bassac.
Essa è classificata come Monumento storico di Francia dal 1862

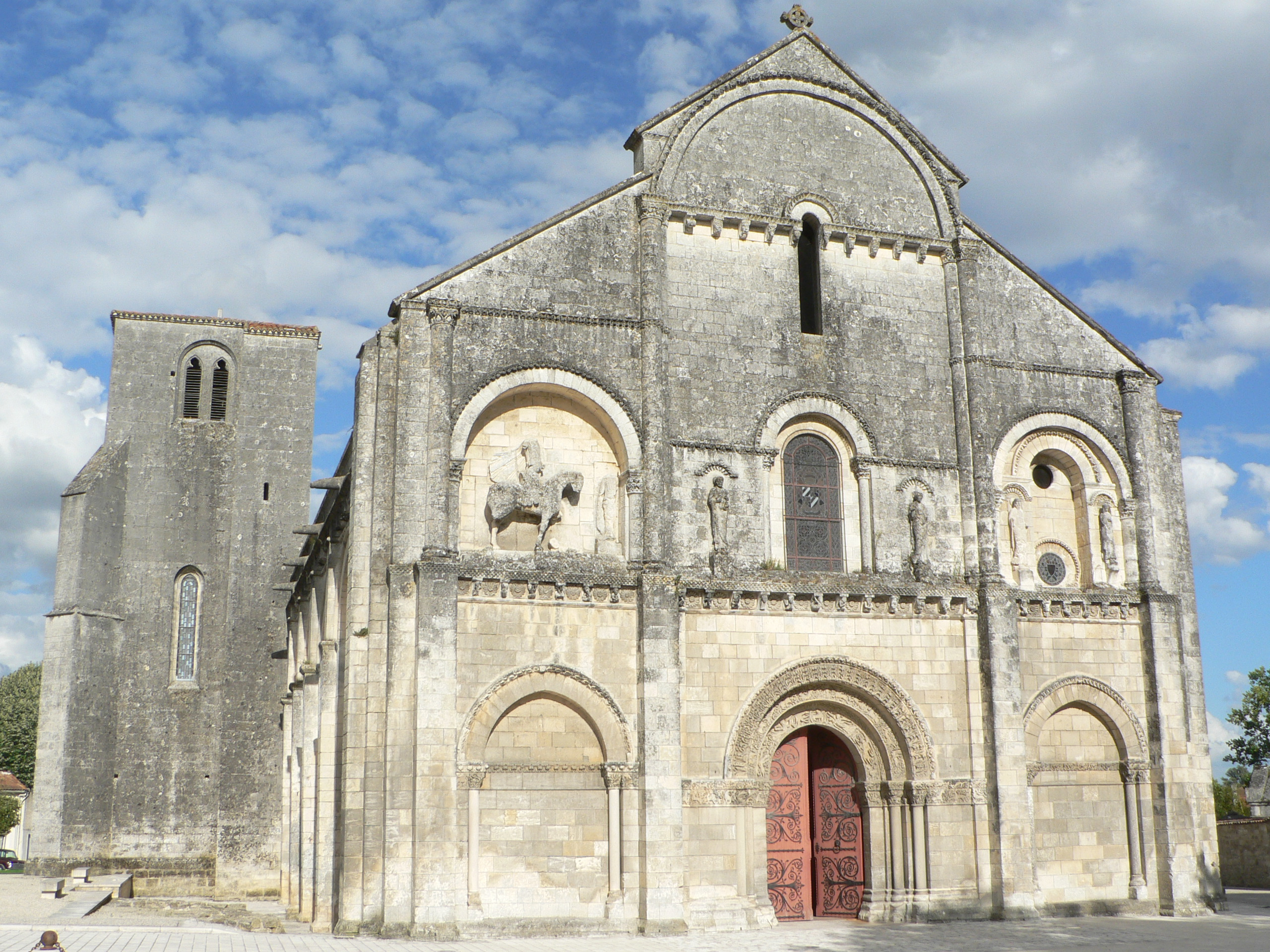
La chiesa con il suo campanile
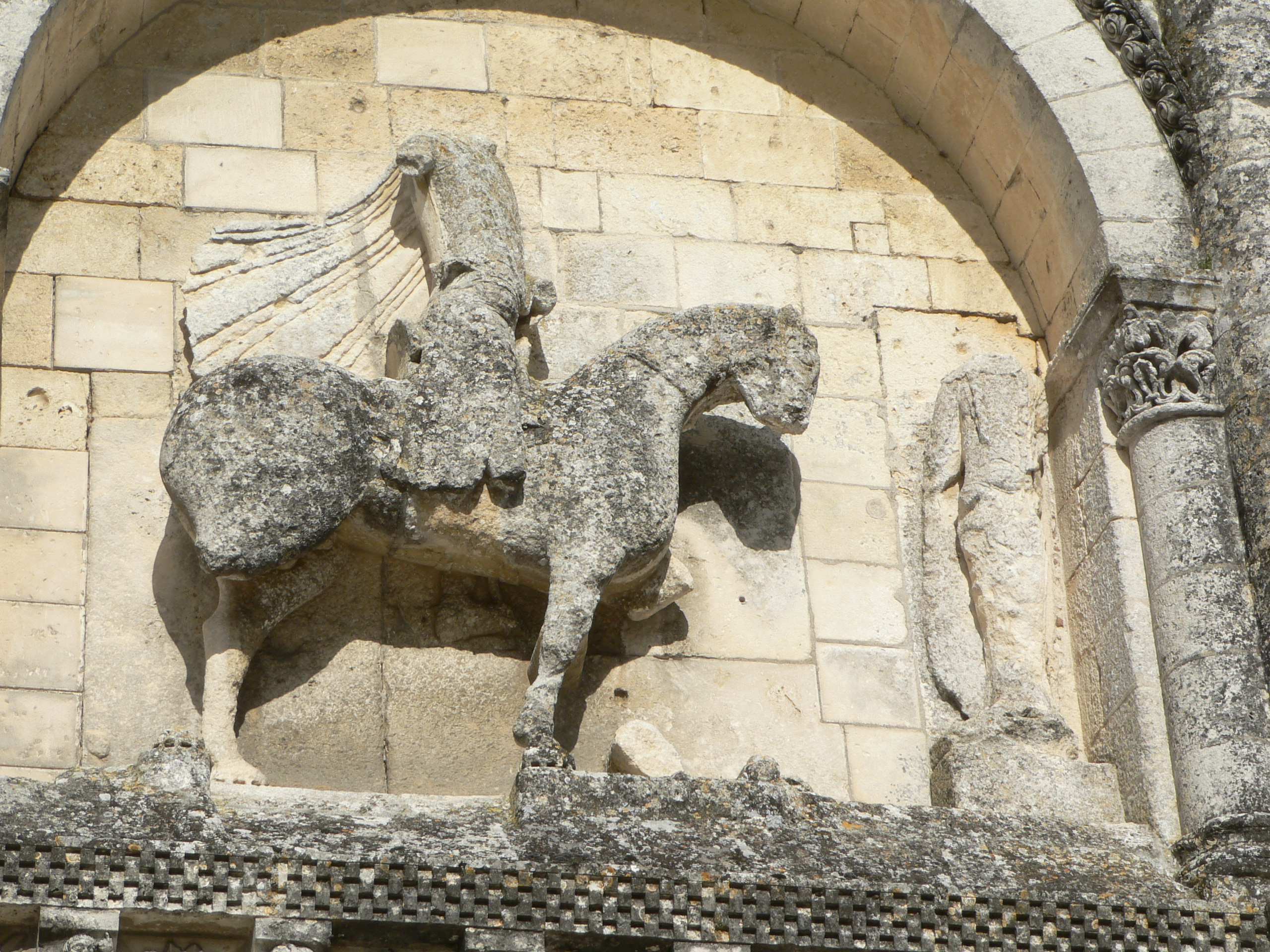
Statua di Costantino I
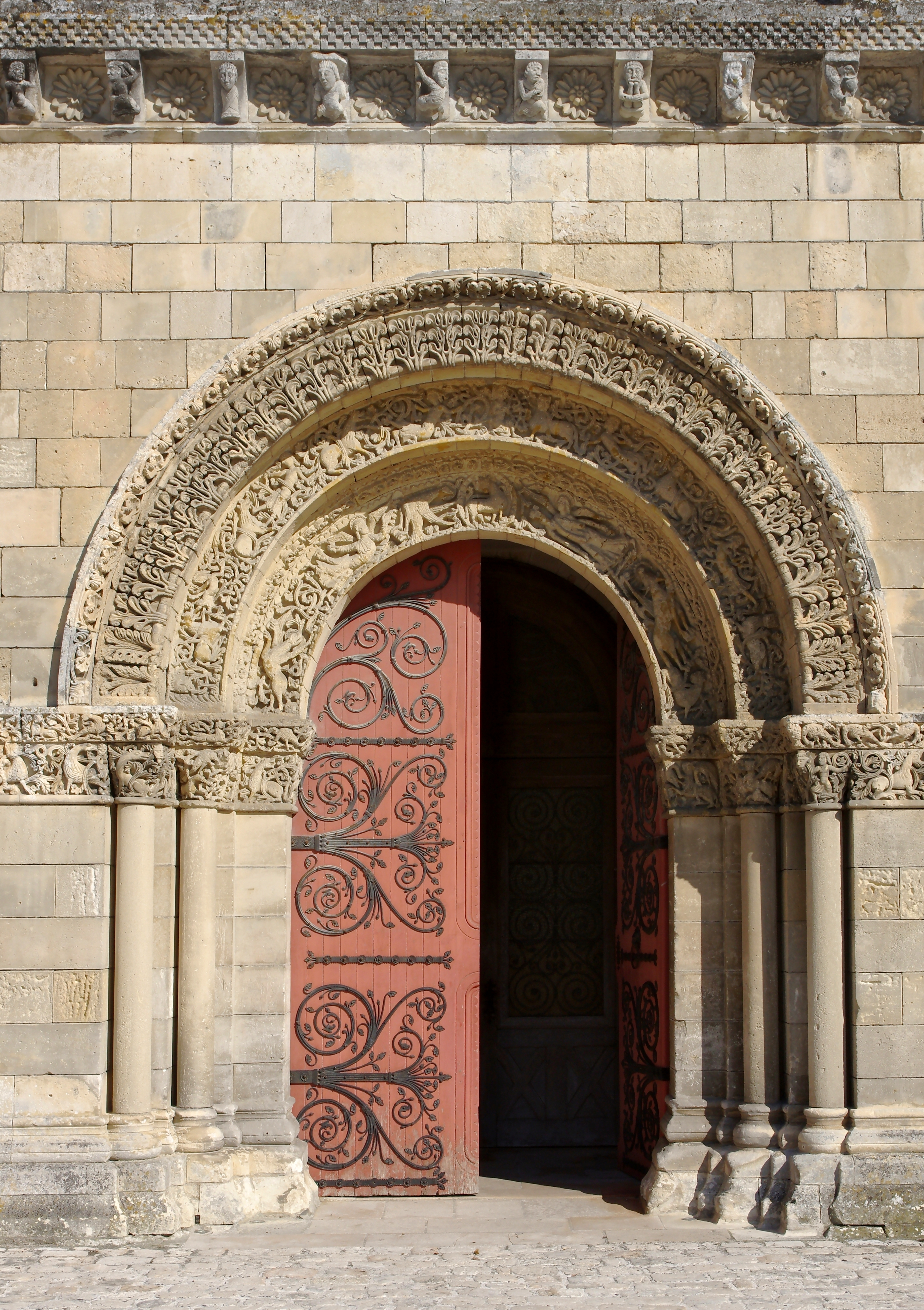
Portale, timpano e modiglione
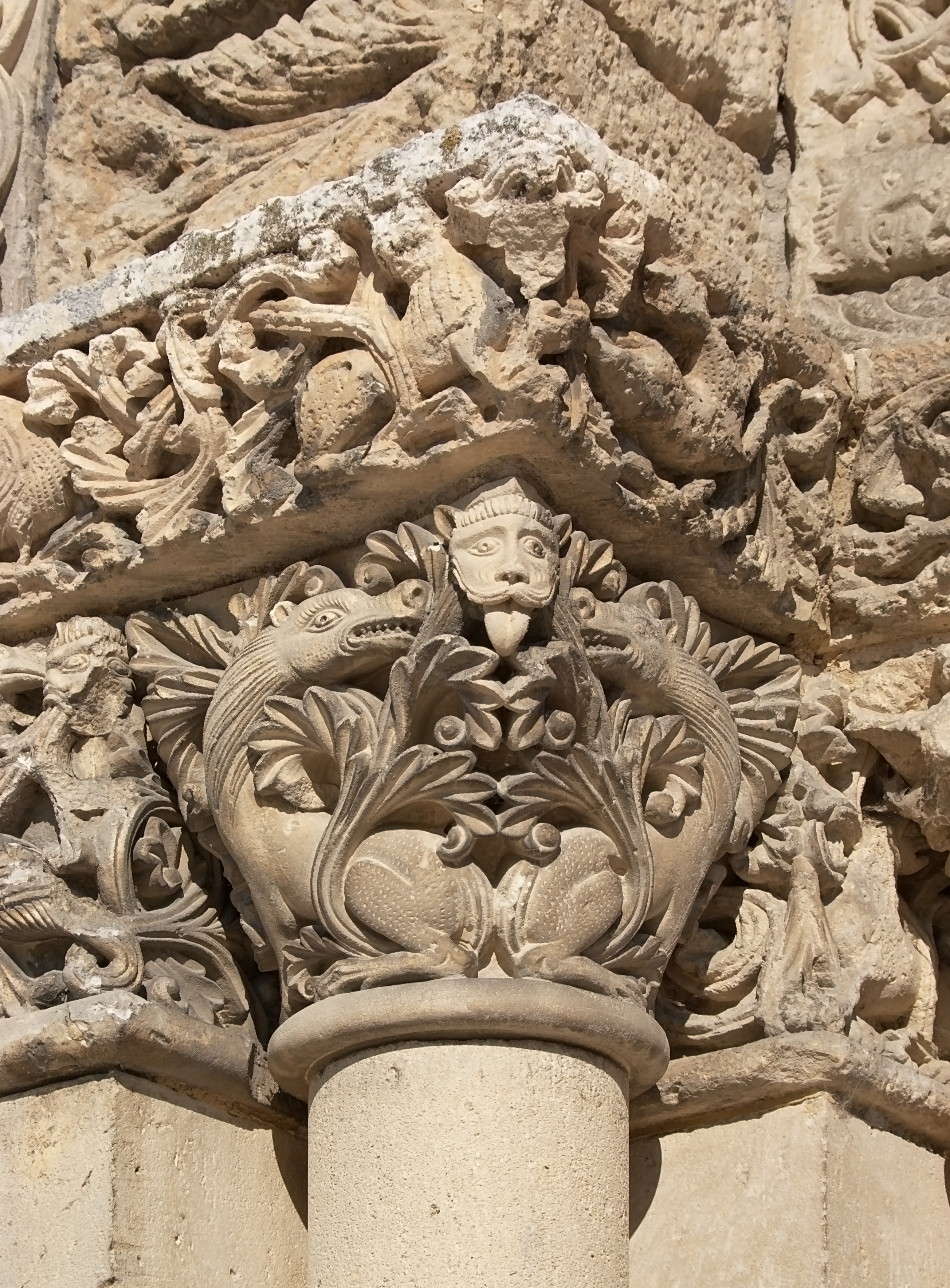
Capitello del portale
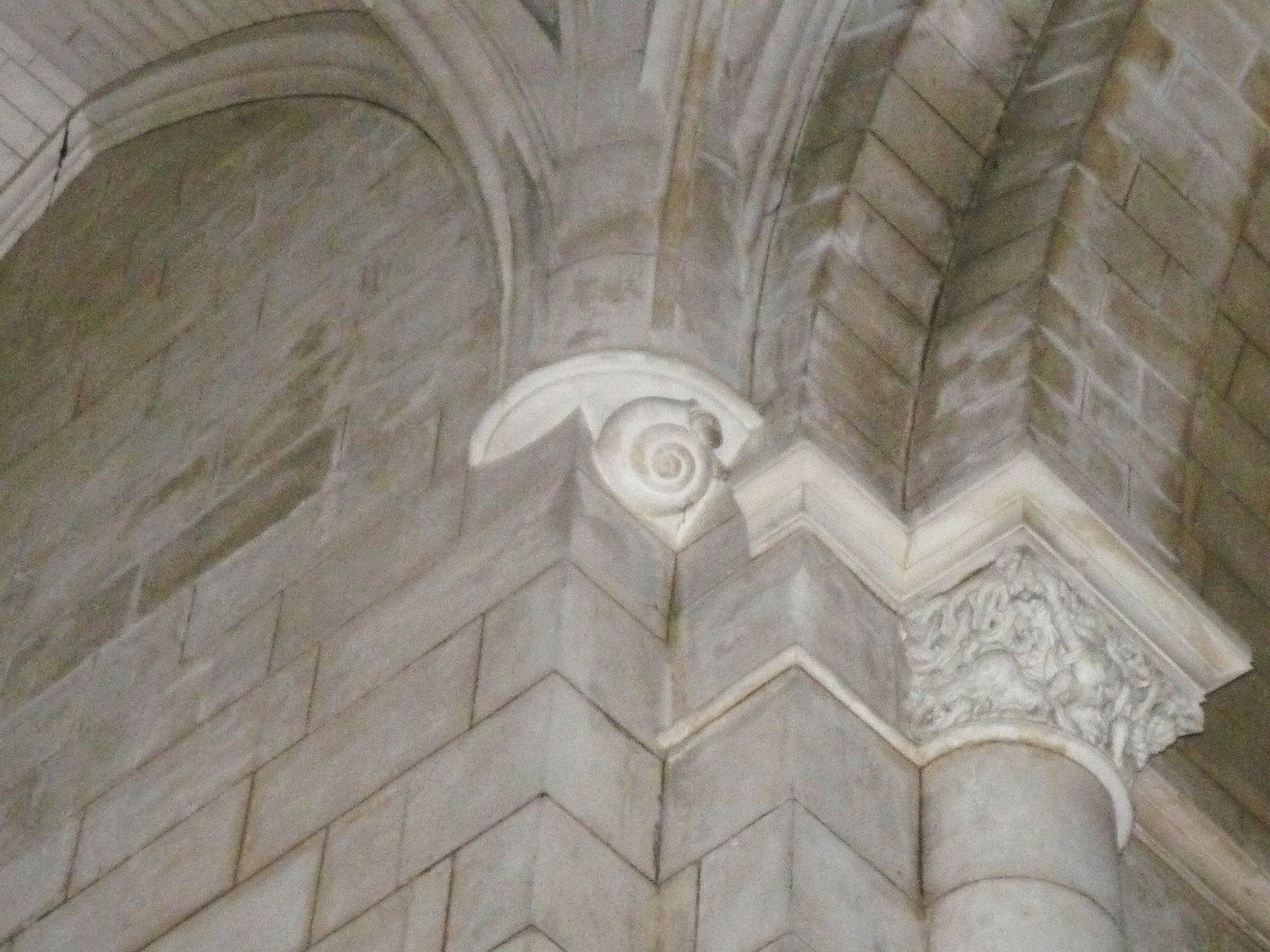
Chiocciola scolpita